# Sörlången
Sörlången är en insjö i Surahammars kommun i Västmanland och ingår i Norrströms huvudavrinningsområde. Sjön är 2,7 meter djup, har en yta på 0,0836 kvadratkilometer och befinner sig 111 meter över havet.  Sjön ligger inom området för den stora skogsbranden i Västmanland 2014 och i Hälleskogsbrännans naturreservat.

## Delavrinningsområde
Sörlången ingår i det delavrinningsområde (663577-151954) som SMHI kallar för Inloppet i Stora Nadden. Medelhöjden är 99 meter över havet och ytan är 40,12 kvadratkilometer. Räknas de 134 avrinningsområdena uppströms in blir den ackumulerade arean 2 808,98 kvadratkilometer. Kolbäcksån som avvattnar avrinningsområdet har biflödesordning 3, vilket innebär att vattnet flödar genom totalt 3 vattendrag innan det når havet efter 176 kilometer. Avrinningsområdet består mestadels av skog (73 procent). Avrinningsområdet har 1,3 kvadratkilometer vattenytor vilket ger det en sjöprocent på 3,2 procent.